# Штайнвайлер

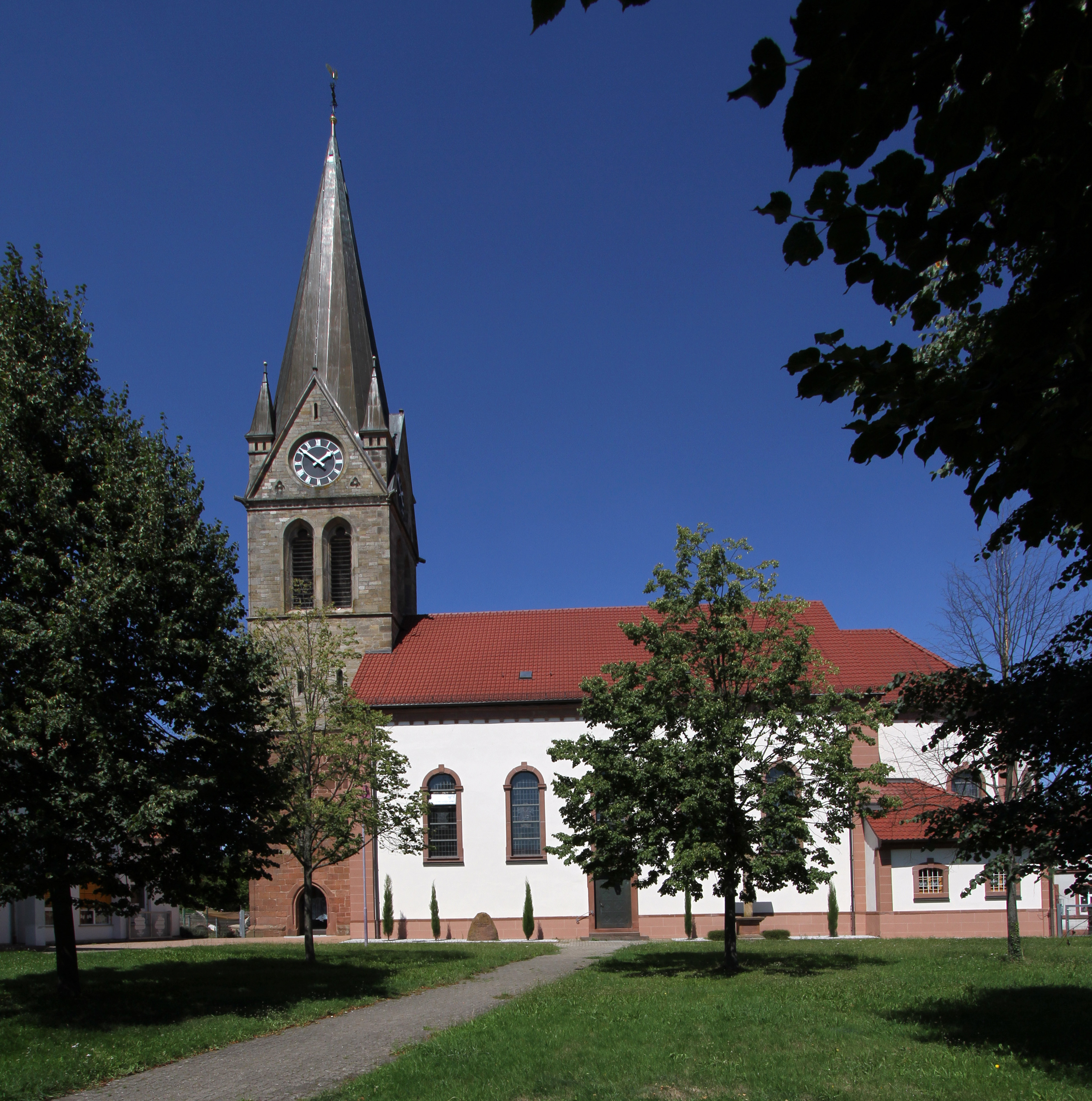

Штайнвайлер (нем. Steinweiler) — коммуна в Германии, в земле Рейнланд-Пфальц. 
Входит в состав района Гермерсхайм. Подчиняется управлению Кандель.  Население составляет 1899 человек (на 31 декабря 2010 года). Занимает площадь 11,88 км².